# Thornleigh, New South Wales
Thornleigh este o suburbie în Sydney, Australia.